# Brae (Adelsgeschlecht)

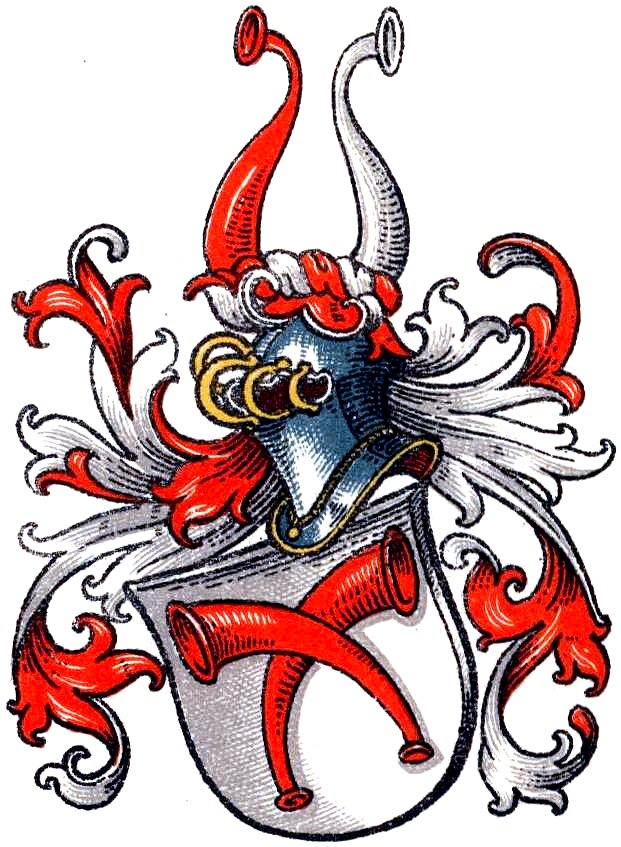
Wappen derer von Brae im Wappenbuch des Westfälischen Adels

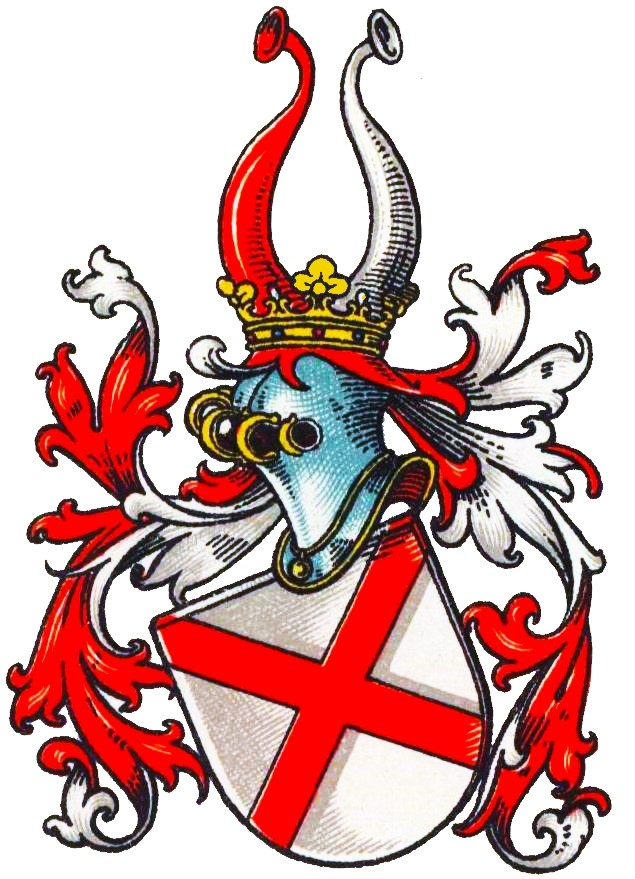
Wappen derer von (Brae genannt) Grimmeke im Wappenbuch des Westfälischen Adels

Die Herren von Brae (auch Brahe) waren ein niedersächsisches Adelsgeschlecht.

## Geschichte
Das Geschlecht war im Emsland und in Ostfriesland begütert. Der namensgebende Stammsitz lag nördlich von Rhede (siehe Straße „Brahe“). Die Grablege des Geschlechts war zu Aschendorf, heute ein Stadtteil der emsländischen Stadt Papenburg. Das Lehen Papenborch kam durch Heirat an die von Brae. Ferner saß die Familie auf Gut Campe.
Als Familienmitglieder erscheinen u. a.:
- die freie Heiburgis, Ehefrau Everhards von Brae genannt Grimeke, ihr Sohn Nicolaus und ihre Töchter Gertrud und Folsekei machten 1320 bekannt, dass sie sich mit Zustimmung ihres Mannes in die Ministerialität des Klosters Werden begeben hat[2]
- Everhard von Brae genannt Grimeken wurde 1360 vom Werdener Abt Johann II. von Arscheid mit dem Hof Brake sowie den Kotten Roseken, Brochem, Sifrids in Wallage, Lumberts Sipetvilen, Verdekens in Berwale, Sifrids, Swencken, Hermanns zu Vollere, Leifhards zu Wisch, dem Hof Velthof zu Rhede, dem Kotten Leifhardinck, Gerhards vom Stote ebenda, Wessels, Hoickings, Warners zu Herbern, Scregerinckens, Lambertincks, Rowerdincks in Aschendorf, Snesen in Endorf, einer Wohnung in Tuntesdorf und einem Kotten zu Smerling belehnt[3]
- Fredericus de Bra erhielt am 25. September 1424 vom Werdener Abt Adolf III. von Spiegelberg die curte de Bra als Lehen[4]
- Frederick von Brae, 1466 Siegelzeuge der von Häuptling Eggo zu Westerwold vollzogenen Übertragung des Schlosses und der Stadt Emden an den Grafen Ulrich[5]
- Everhardus de Brae gen. Dousgrime († 1495), begraben zu Aschendorf[6]
- Winnikus de Brae († 1510), Herr zu Papenburg, begraben zu Aschendorf. Er war mit Häuptling Alrich von Papenburgs († 1485) Schwester Aebe verheiratet und kam so an die Papenburg.[6]
- Heilke von Brae a. d. H. Campe, verheiratet mit Hans von Scharpenberg, Drost des Emslandes. Durch die Ehe fiel Hans von Scharpenberg ein Burglehen der Stiftsburg Nienhaus zu, mit dem er 1524 belehnt wurde und das sich auf seine Nachkommen vererbte.
- Sivert van Brae, saß auf der Klunderburg, die 1564 von den Merchant Adventurers als Handelsposten für jährlich 6000 Gulden angemietet wurde.[7]

Die Familienlinie auf Gut Campe begann Anfang des 15. Jahrhunderts. Steven von Brae erwarb zwischen 1408 und 1433 den Hermannschen Anteil des 1403 von den Herren von dem Campe geteilten Guts Campe von der Stadt Meppen und wohnte mit Ehefrau Stine und den Kindern Roleff und Heylike auf dem Gut. Stevens Kinder starben früh, so dass Stevens Neffe Friedrich von Brae, Sohn seines Bruders Wynrich, Stevens Teil des adligen Guts Campe erbte. Nachfolger als Gutsbesitzer wurden dessen Sohn Hermann und später Hermanns Sohn Steven, der mit Fye von Moneel aus Landegge verheiratet war. Als Steven 1531 starb, waren seine beiden Kinder Hans und Geseke noch minderjährig. So sprang dessen Onkel Hans von Moneel als Vormund ein. 1556 erbte Hans Sohn Steven (Stephan) von Brae das ritterliche Gut Campen. Er war mit Irmgard von Donop a. d. H. Wöbbel verheiratet. Da Steven nach seinem Ableben 1597 nur eine Tochter hinterließ, wurden Anna Elisabeth von Brae und deren erster Ehemann Philipp Ludwig von Baumbach neue Herren des Guts. Die beiden hatten kein Interesse an diesem Besitz und verkauften ihn 1611 an ihren Nachbarn Heinrich von Brawe, der bereits den Rolfschen Anteil von Campe besaß und so das Gut Campe nach 208 Jahren wieder vereinen konnte.
Nachdem Anna Elisabeths erster Ehemann verstorben war, schloss sie um 1640 eine zweite Ehe mit Heinrich von Haxthausen zu Thienhausen, Sohn der Eheleute Thomas Wolff von Haxthausen und Anna Maria von Oynhausen a. d. H. Grafenburg. Mit dem Tod von Anna Elisabeth von Brae (1647 †) erlosch das Geschlecht.

## Wappen
Blasonierung: In Silber zwei rote gekreuzte Hörner, Mundstück unten. Auf dem rot-silbern gewulsteten Helm ein rotes und ein silbernes Büffelhorn. Die Helmdecken sind rot-silbern.
Spießen bringt darüber hinaus ein Wappen derer „von (Brae genannt) Grimmeke“, das im Schild anstatt der Hörner ein Andreaskreuz zeigt. Es basiert auf einem Siegelabdruck von 1320, der ein verdrücktes Andreaskreuz zeigt, das möglicherweise aber auch zwei ins Andreaskreuz gestellte Hörner darstellen soll.